# Valiant (revue)
Valiant est une revue de bande dessinée britannique, publiée entre 1962 et 1976 par International Publishing Corporation.
À compter d'avril 1971, elle fusionne avec la revue Smash! dont elle reprend certaines séries telle que Janus Stark.

## Séries publiées
Adam Eterno
Billy Bunter
Bluebottle and Basher
Janus Stark
Main d'Acier (Steel Claw)
The Swots and the Blots